# Mailly-sur-Seille
Mailly-sur-Seille – miejscowość i gmina we Francji, w regionie Grand Est, w departamencie Meurthe i Mozela.
Według danych na rok 1990 gminę zamieszkiwały 204 osoby, a gęstość zaludnienia wynosiła 32 osób/km² (wśród 2335 gmin Lotaryngii Mailly-sur-Seille plasuje się na 841. miejscu pod względem liczby ludności, natomiast pod względem powierzchni na miejscu 887.).